# Charles Mouton
Pour les articles homonymes, voir Mouton (homonymie).
Œuvres principales
Pièces de luth sur différents modes
Charles Mouton (vers 1626 - vers 1699) est un luthiste français, également compositeur pour son instrument.
On ne connaît presque rien sur lui. Il serait originaire de Rouen, aurait étudié auprès de Denis Gaultier et aurait travaillé en début de carrière à la cour des ducs de Savoie à Turin. Dans les années 1660, il enseigne à Paris le luth aux membres de la noblesse. Il retourne à Turin en 1676, puis revient à Paris en 1678 et publie vers 1680 deux livres de pièces de luth, Pièces de luth sur différents modes, dont il existe une copie unique. D'après le catalogue de l'éditeur de musique Estienne Roger (Amsterdam, 1716), il y en aurait eu quatre. On trouve aussi d'autres pièces éparses dans divers manuscrits, pour un total connu de plus de 120.

## Article connexe

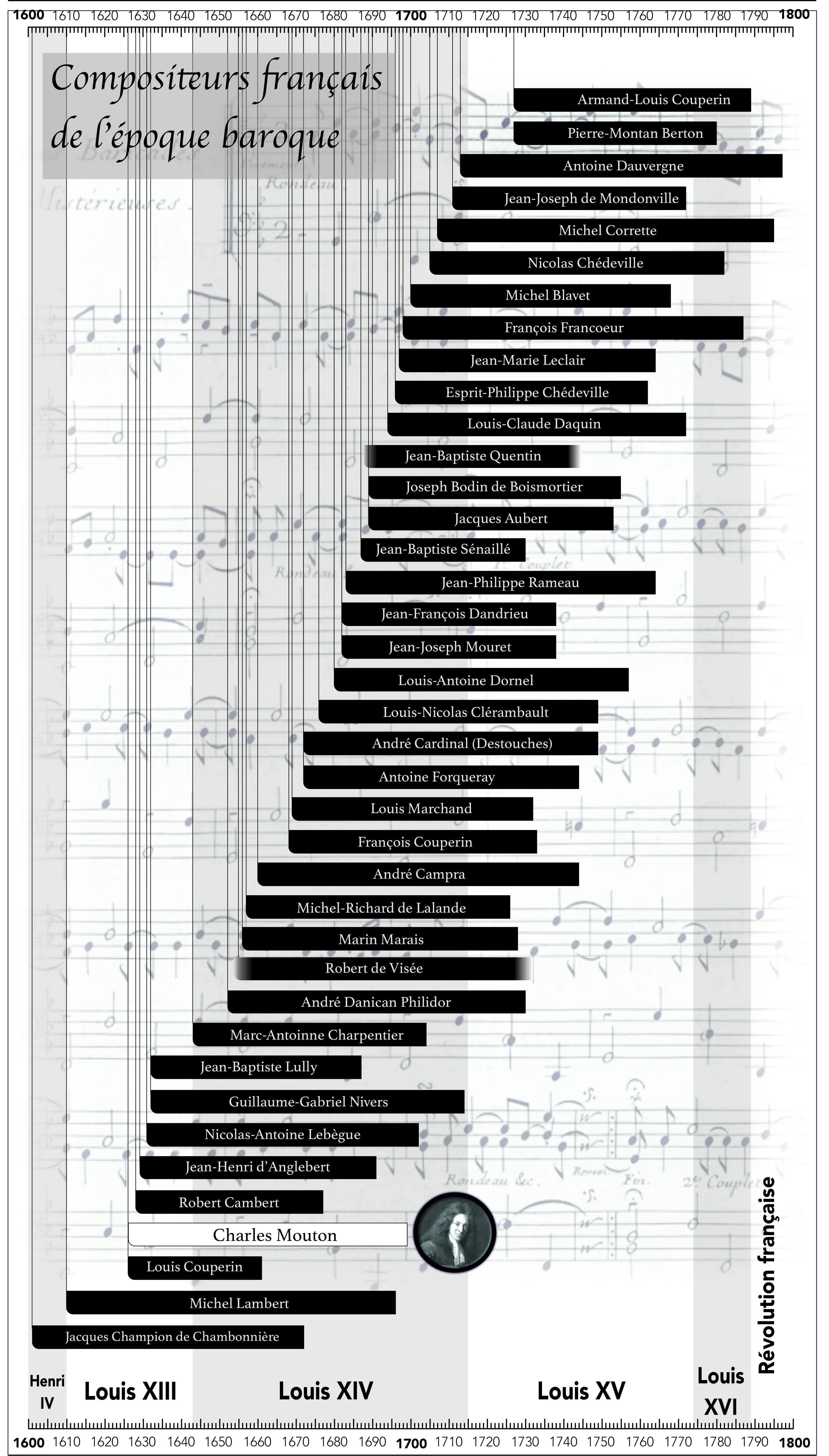
Charles Mouton au début de la période baroque en France.

## Source
- Marcelle Benoit (direction) et Philippe Vendrix (préf. Marcelle Benoit), Dictionnaire de la musique en France aux XVIIe et XVIIIe siècles, Paris, Fayard, 1992, 8e éd., 811 p. (ISBN 2-213-02824-9), p. 482
- Musicologie.org